# Грациани, Эрколе (младший)
Эрколе Грациани (младший) (итал. Ercole Graziani; 1688–1765) — итальянский живописец периода барокко, работавший в основном в Болонье и Пьяченце. 

## Биография
Был учеником живописцев Донато Крети и Маркантонио Франческини. Папа Римский Бенедикт XIV заказал копию картины St. Peter consecrating St. Apollinaire (Болонский собор) для церкви Сант-Аполлинаре в Риме. Он также расписывал алтари, изображающие St. Simon Stock receives a scapular from the Virgin и St. Pietro Thoma для первых часовен слева и справа от церкви Кармина в Медичине. 
Среди его многочисленных учеников были такие живописцы как Джузеппе Беккетти, Антонио Кончиоли и Карло Бьянкони. 